# Centromerus piccolo
Espèce
Centromerus piccolo est une espèce d'araignées aranéomorphes de la famille des Linyphiidae.

## Distribution
Cette espèce est endémique d'Allemagne.

## Publication originale
- Weiss, 1996 : Centromerus piccolo n. sp., eine neue Baldachinspinne aus NW-Deutschland (Arachnida, Araneae, Linyphiidae). Verhandlungen des naturwissenschaftlichen Vereins Hamburg, vol. 35, p. 227-236.